# Усенбеков, Калийнур Усенбекович
Калыйну́р Усенбе́кович Усенбе́ков (кирг. Калыйнур Үсөнбеков; 1921—2003) — советский военный политработник, участник Великой Отечественной войны, Герой Советского Союза (31.05.1945). Генерал-лейтенант (1985).

## Биография
Родился 23 сентября 1921 года в селе Ой-Булак, ныне Тюпского района Иссык-Кульской области Кыргызстана, в семье крестьянина. Киргиз.
В июне 1941 года окончил Пржевальское педагогическое училище. Менее года работал заведующим учебной частью Мало-Джаргылчакской неполной средней школы.
В Красной Армии с февраля 1942 года. Был направлен для прохождения службы в Забайкальский военный округ, служил рядовым в 584-м стрелковом полку. Участник Великой Отечественной войны с ноября 1942 года, когда прибыл в состав 1008-го стрелкового полка 266-й стрелковой дивизии Донского фронта. Отличился в Сталинградской битве и в зимне-весенних сражениях 1943 года в Донбассе. В конце 1943 года окончил курсы парторгов, по окончании которых получил воинское звание младшего лейтенанта. Член ВКП(б)/КПСС с 1943 года.
После окончания курсов с декабря 1943 года и до Победы уже в качестве политработника сражался в составе 1008-го стрелкового полка 266-й стрелковой дивизии на 3-м и 4-м Украинских, 1-м Белорусском фронтах. Парторг батальона стрелкового полка старший лейтенант Калыйнур Усенбеков отличился в боях при удержании и расширении Кюстринского плацдарма 12-14 февраля 1945 года, личным примером и словом поднимал боевой дух бойцов при отражении многочисленных контратак противника. Проявил личное мужество и отвагу. 13 февраля 1945 года батальон, в котором он служил, был окружён и сражался в полном окружении 14 часов, отбивая атаки пехоты и танков. Когда у бойцов заканчивались боеприпасы, Усенбеков под плотным огнём ползком и перебежками обошёл полуразрушенные окопы и собрал патроны и гранаты у погибших бойцов, обеспечив ими продолжавших бой. В этом бою сам уничтожил до 60 немецких солдат. Рано утром 14 февраля свежие силы прорвали кольцо окружения батальона и, используя успех, совместно продолжили атаку, отбросив противника ещё дальше на запад, в этом бою К. Усенбеков уничтожил ещё 7 солдат врага и двоих взял в плен.
Указом Президиума Верховного Совета СССР от 31 мая 1945 года «за образцовое выполнение боевых заданий командования на фронте борьбы с немецкими захватчиками и проявленные при этом отвагу и геройство», старшему лейтенанту Усенбекову Калыйнуру Усенбековичу присвоено звание Героя Советского Союза с вручением ордена Ленина и медали «Золотая Звезда» (№ 5841).
Войну закончил в Берлине, ещё раз отличившись в ходе Берлинской наступательной операции и при штурме Берлина (наградой за штурм Берлина стал орден Красного Знамени, которым он по счастливому совпадению был награждён в тот же самый день, когда ему было присвоено звание Героя Советского Союза). После войны Усенбеков продолжал службу в рядах Вооружённых Силах СССР. В 1951 году окончил Военно-юридическую академию Советской Армии. С 1951 года служил военным следователем военной прокуратуры Фрунзенского гарнизона Туркестанского военного округа. В 1953 году уволен в запас.
С июля 1953 года работал заместителем по специальным делам прокурора Киргизской ССР, с октября 1956 года — первым заместителем прокурора республики. В 1961—1968 годах работал в системе Министерства внутренних дел Киргизской ССР начальником отдела и служил во внутренних войсках МВД СССР, с 1967 года был заместителем командира войсковой части № 7412 (249-й отряд Управления внутренних войск, внутренней и конвойной охраны Министерства охраны общественного порядка СССР по Казахской ССР) по политической работе. В 1968—1987 годах работал председателем ЦК ДОСААФ Киргизской ССР.
С мая 1987 года генерал-лейтенант К. У. Усенбеков — в отставке. С мая 1987 года возглавлял Совет ветеранов войны, труда и Вооружённых Сил Киргизской ССР. С 1990 года являлся главным редактором республиканской «Книги памяти». Автор ряда книг и многочисленных публикаций в периодической печати.
Избирался депутатом Верховного Совета Киргизской ССР 9-го, 10-го и 11-го созывов (1975—1990).
В 1989—1991 годах избран народным депутатом СССР от Всесоюзной организации ветеранов войны и труда.
Жил в Кыргызстане в городе Бишкеке. Умер 9 декабря 2003 года, похоронен в Бишкеке на Ала-Арчинском кладбище.

### Семья
Жена — Мусаева, Жумагуль. В семье было трое детей.

#### Интересный факт
Во время Великой Отечественной войны Калыйнур сочинил стихи и послал их в редакцию республиканской газеты «Кызыл Кыргызстан», указав свой номер полевой почты. Через какое-то время он получил письмо из Киргизии от девушки. Писала ему Жумагуль Мусаева. Так началось их знакомство. «Почтовый роман» Жумагуль и Калыйнура длился несколько лет и только летом 1947 года Жумагуль и Калыйнуру удалось встретиться во Фрунзе. Вскоре они поженились и уехали в Москву учиться.

## Награды
- Герой Советского Союза (31.05.1945)
- Орден «Манас» III степени (Кыргызстан)
- Орден Ленина (31.05.1945)
- Орден Красного Знамени (31.05.1945)
- Орден Отечественной войны 1-й степени (11.03.1985)
- Три ордена Красной Звезды (11.04.1944, 24.04.1944, …)
- Медаль «Данк» (Кыргызстан, 1997)
- Ряд медалей СССР
- Пять Почётных грамот Верховного Совета Киргизской ССР, Почётные грамоты Министерства обороны и ЦК ДОСААФ СССР
- Почётный гражданин города Бишкек[8]

Иностранные награды
- Медаль «40 лет Халхин-Гольской Победы» (Монголия, 1979)
- Медаль «100 лет со дня рождения Георгия Димитрова» (Болгария, 1983)
- Медаль «40 лет Победы над гитлеровским фашизмом» (Болгария, 1985)
- Медаль «30 лет освобождения Румынии» (Румыния, 1974)

## Сочинения
- Усенбеков К. У. Выполняя священный долг. — Фрунзе: Кыргызстан, 1985. — 325 с.
- Усенбеков К. У. Путь к вершине. — М.: Издательство ДОСААФ СССР, 1988. — 182 с. — ISBN 5-7030-0030-0.
- Усенбеков К. У. Дни опалённые. — Фрунзе: Кыргызстан, 1990. — 314 с. — ISBN 5-655-00580-8.
- Усенбеков К. У., Абылгазиев В., Кадыров Ы. Русско-киргизский терминологический словарь по военному делу. — Фрунзе: Илым, 1986. — 284 с.

## Память
- На Аллее Героев на территории командования внутренних войск Кыргызской Республики установлен бюст Героя (2020).
- Военный институт Вооружённых Сил Киргизской Республики носит имя Калийнура Усенбекова.